# Polyana Viana
Polyana Viana (São Geraldo do Araguaia, 14 de junho de 1992) é uma lutadora brasileira de artes marciais mistas, atualmente competindo no peso mosca feminino do Ultimate Fighting Championship.

## Vida Pessoal
Em janeiro de 2019, um homem tentou assaltar Polyana usando uma arma de
brinquedo enquanto ela esperava por um motorista de aplicativo de transporte em frente ao seu prédio. Viana acertou o homem com socos e usou técnicas de jiu jitsu para imobilizá-lo até a chegada da polícia.

## Carreira no MMA

### Ultimate Fighting Championship
Viana fez sua estreia no UFC no UFC Fight Night: Machida vs. Anders contra Maia Stevenson em 3 de fevereiro de 2018. Ela venceu por finalização no primeiro round.
Ela enfrentou J.J. Aldrich no UFC 227: Dillashaw vs. Garbrandt 2 em Agosto de 2018 “ Viana perdeu por decisão unânime.
Ela enfrentou Hannah Cifers no UFC 235: Jones vs. Smith, Polyana perdeu por decisão dividida.
Viana enfrentou Veronica Macedo no UFC Fight Night: Shevchenko vs. Carmouche 2. Viana perdeu a luta por finalização.

## Cartel no MMA
| Cartel no MMA   |             |            |
| 17 lutas        | 13 vitórias | 4 derrotas |
| Por nocaute     | 5           | 0          |
| Por finalização | 8           | 1          |
| Por decisão     | 0           | 3          |

| Res.    | Cartel | Oponente                       | Método                       | Evento                                      | Data                    | Round | Tempo | Local                   | Notas                                              |
| ------- | ------ | ------------------------------ | ---------------------------- | ------------------------------------------- | ----------------------- | ----- | ----- | ----------------------- | -------------------------------------------------- |
| Vitória | 13-5   | Jinh Yu Frey                   | Nocaute (socos)              | UFC Fight Night 214: Rodriguez vs. Lemos    | 5 de novebro de 2022    | 1     | 0:47  | Las Vegas, Nevada       |                                                    |
| Derrota | 12-5   | Tabatha Ricci                  | Decisão (unânime)            | UFC Fight Night 206: Holm vs. Vieira        | 21 de maio de 2022      | 3     | 5:00  | Las Vegas, Nevada       |                                                    |
| Vitória | 12-4   | Mallory Martin                 | Finalização (chave de braço) | UFC 258: Usman vs. Burns                    | 13 de fevereiro de 2021 | 1     | 3:18  | Las Vegas, Nevada       | Performance da Noite.                              |
| Vitória | 11-4   | Emily Whitmire                 | Finalização (chave de braço) | UFC Fight Night: Smith vs. Rakić            | 29 de agosto de 2020    | 1     | 1:53  | Las Vegas, Nevada       |                                                    |
| Derrota | 10-4   | Veronica Macedo                | Finalização (chave de braço) | UFC Fight Night: Shevchenko vs. Carmouche 2 | 10 de agosto de 2019    | 1     | 1:09  | Montevideo              | Volta ao Peso Mosca.                               |
| Derrota | 10-3   | Hannah Cifers                  | Decisão (dividida)           | UFC 235: Jones vs. Smith                    | 2 de março de 2019      | 3     | 5:00  | Las Vegas, Nevada       |                                                    |
| Derrota | 10-2   | JJ Aldrich                     | Decisão (unânime)            | UFC 227: Dillashaw vs. Garbrandt 2          | 4 de agosto de 2018     | 3     | 5:00  | Los Angeles, California |                                                    |
| Vitória | 10-1   | Maia Stevenson                 | Finalização (mata leão)      | UFC Fight Night: Machida vs. Anders         | 3 de fevereiro de 2018  | 1     | 3:50  | Belém                   | Estreia no UFC.                                    |
| Vitória | 9-1    | Pamela Rosa                    | Finalização (chave de braço) | Watch Out Combat Show 47                    | 7 de outubro de 2017    | 1     | 1:56  | Rio de Janeiro          |                                                    |
| Vitória | 8-1    | Débora Dias Nascimento         | Finalização (chave de braço) | Jungle Fight 87                             | 21 de maio de 2016      | 1     | 3:23  | São Paulo               | Defendeu o Cinturão Peso Palha do Jungle Fight.    |
| Vitória | 7-1    | Amanda Ribas                   | Nocaute (socos)              | Jungle Fight 83                             | 28 de novembro de 2015  | 1     | 2:54  | Rio de Janeiro          | Ganhou o Cinturão Peso Palha Vago do Jungle Fight. |
| Vitória | 6-1    | Karol Pereira Silva Cerqueira  | Finalização (mata leão)      | Jungle Fight 81                             | 12 de setembro de 2015  | 1     | 2:24  | Palmas                  | Volta ao Peso Palha.                               |
| Vitória | 5-1    | Giselle Campos                 | Finalização (chave de braço) | Maraba Combat-1.0                           | 18 de julho de 2015     | 1     | 1:31  | Marabá                  | Luta no Peso Mosca.                                |
| Derrota | 4-1    | Aline Sattelmayer              | Decisão (unânime)            | Real Fight 12                               | 14 de dezembro de 2014  | 3     | 5:00  | São José dos Campos     | Luta no Peso Palha.                                |
| Vitória | 4-0    | Débora Silva                   | Nocaute Técnico (socos)      | Talento Uruará Fight                        | 7 de junho de 2014      | 1     | 1:09  | Uruará                  |                                                    |
| Vitória | 3-0    | Thais Santana                  | Nocaute Técnico (socos)      | Araguatins Fight Night MMA                  | 12 de abril de 2014     | ?     | NA    | Araguatins              |                                                    |
| Vitória | 2-0    | Mirelle Oliveira do Nascimento | Finalização (chave de braço) | Piauí Fight MMA 2                           | 8 de fevereiro de 2014  | 2     | 1:20  | Teresina                |                                                    |
| Vitória | 1-0    | Silvana Pinto                  | Nocaute (interrupção médica) | Demolidor Extreme Combat 3                  | 14 de dezembro de 2013  | 1     | 1:48  | Marabá                  |                                                    |